# Duprado

Le Duprado est un fromage au lait de vache originaire de la région de Beira Alta, au Portugal.
Il est fabriqué par la société Barvima.